# Burnham Thorpe
Burnham Thorpe est un petit village faisant partie des « Norfolk Burnhams ». Il est situé près de la rivière Burn sur la côte du comté de Norfolk au Royaume-Uni.
Il est célèbre pour être le lieu de naissance d'Horatio Nelson, vainqueur à la bataille de Trafalgar. Au moment de sa naissance, le père de Nelson était recteur de l'église à Burnham Thorpe. La maison où est né Nelson fut démolie peu de temps après la mort de son père, le site étant cependant marqué par une plaque commémorative en bordure de route.